# Tainara
Tainara, de son nom complet Tainara De Souza Da Silva, aussi surnommée Tay, est une joueuse internationale de football brésilienne née le 21 avril 1999 à Brasilia (Brésil). Elle évolue en défense centrale au Bayern Munich.

## Biographie

### Carrière en club
En 2021, Tainara rejoint Palmeiras. Avec les Palestrinas, elle termine vice-championne du Brésil.

### Carrière en sélection
Elle dispute le Tourneio Internacional de Futebol avec l'équipe du Brésil à Manaus en 2021.

## Statistiques
Le tableau ci-dessous retrace la carrière de Tainara de Souza da Silva depuis ses débuts :

### En club
| Saison                | Club                  | Championnat           | Championnat | Championnat | Coupe(s) nationale(s) | Coupe(s) nationale(s) | Compétition(s) continentale(s) | Compétition(s) continentale(s) | Compétition(s) continentale(s) | Total | Total |
| Saison                | Club                  | Division              | M.          | B.          | M.                    | B.                    | Comp.                          | M.                             | B.                             | M.    | B.    |
| 2016                  | São Francisco EC      | Série A1              | 3           | 0           | -                     | -                     | -                              | -                              | -                              | 3     | 0     |
| 2017                  | São Francisco EC      | Série A1              | 13          | 0           | -                     | -                     | -                              | -                              | -                              | 13    | 0     |
| Sous-total            | Sous-total            | Sous-total            | 16          | 0           | 0                     | 0                     | -                              | -                              | -                              | 16    | 0     |
| 2019                  | Vitória das Tabocas   | Série A1              | 14          | 2           | -                     | -                     | -                              | -                              | -                              | 14    | 2     |
| Sous-total            | Sous-total            | Sous-total            | 14          | 2           | 0                     | 0                     | -                              | -                              | -                              | 14    | 2     |
| 2020                  | Santos FC             | Série A1              | 8           | 1           | -                     | -                     | -                              | -                              | -                              | 8     | 1     |
| Sous-total            | Sous-total            | Sous-total            | 8           | 1           | 0                     | 0                     | -                              | -                              | -                              | 8     | 1     |
| 2021                  | SE Palmeiras          | Série A1              | 16          | 2           | -                     | -                     | -                              | -                              | -                              | 16    | 2     |
| Sous-total            | Sous-total            | Sous-total            | 16          | 2           | 0                     | 0                     | -                              | -                              | -                              | 16    | 2     |
| 2021-2022             | Girondins de Bordeaux | Division 1            | 10          | 0           | 3                     | 0                     | -                              | -                              | -                              | 13    | 0     |
| Sous-total            | Sous-total            | Sous-total            | 10          | 0           | 3                     | 0                     | -                              | -                              | -                              | 13    | 0     |
| 2022-2023             | Bayern Munich         | Frauen-Bundesliga     | 12          | 1           | 1                     | 0                     | WCL                            | 6                              | 1                              | 19    | 2     |
| 2023-2024             | Bayern Munich         | Bundesliga            | 5           | 0           | 1                     | 0                     | WCL                            | 3                              | 0                              | 9     | 0     |
| Sous-total            | Sous-total            | Sous-total            | 17          | 1           | 2                     | 0                     | -                              | 9                              | 1                              | 28    | 2     |
| Total sur la carrière | Total sur la carrière | Total sur la carrière | 81          | 6           | 5                     | 0                     | -                              | 9                              | 1                              | 95    | 7     |

## Palmarès

### En club
Santos :
- Copa Paulista :
  - Vainqueur : 2020

 Palmeiras :
- Série A1 :
  - Finaliste : 2021
- Copa Paulista :
  - Vainqueur : 2021

 Bayern Munich
- Championnat d'Allemagne
- Champion :2023

### En sélection
Brésil
- Torneio International de Futebol :
  - Vainqueur : 2021